# Claude Durix
Claude Durix (* 19. August 1921; † 24. Juni 2012) war ein französischer Mediziner, Autor und Zen-Meister.

## Leben
Claude Durix studierte Medizin und musste am Zweiten Weltkrieg teilnehmen. Er diente als Sanitäter in einer Einheit, wo auch der Prämonstratenser Norbert Calmels diente, welchen er kennenlernte und sich mit ihm befreundete und mit ihm bis an sein Lebensende befreundet blieb. Später wurde Calmels Generalabt in seinem Orden und Nuntius für Marokko.
Nach Kriegsende lernte er Suzanne kennen, welche er 1945 in der Josefskirche in Lyon heiratete. Er setzte seine Ausbildung zum Mediziner fort und wurde Facharzt für Augenheilkunde und Augenchirurgie. Weil in Frankreich wenig Arztstellen frei waren, bewarb er sich für eine freie Stelle in Casablanca, damals französisches Protektorat, wo er 1950 eine Stelle bekam. Nach dem Krieg, 1945, interessierte sich Claude Durix für japanische Kampfsportarten. Er übte Judo, Kendō und Iaidō wie Aikidō und erreichte der 4. Dan in Kendō, den 3. Dan in Judo, den 3. Dan in Iaidō und den 2. Dan in Aikidō. Durix war Sportler bei den Kendōweltmeisterschaften, 1970 in Tokio, 1973 in Los Angeles und 1976 in London. Er war Mitgründer der Afrikanischen Judo-Union, und Mitgründer der Internationalen Föderation für Kendō. Zwei seiner Verwandten waren als Ordensfrauen nach Japan gegangen und führten dort ein Waisenhaus, was Japan für ihn interessant machte, um dort die Kampfsportkünste besser zu erlernen und zu vertiefen. Als er in Japan war, wurde ihm bei einer Veranstaltung, bei der Kendō geübt wurde, mitgeteilt, er möge Zen kennenlernen. Zen sei der geistige Hintergrund. Durix kam so über eine Empfehlung zum Kloster Manpuku-ji bei Kyoto, der Haupttempel der Obaku-Linie. Der dortige Meister Sengoku schätzte ihn sehr. Nachdem Durix 1956 für eine Zeit dort war, wurde er 1959 von Sengoku autorisiert, Zen zu lehren, und erhielt den Stab Nyoi-bo als äußeres Zeichen.
Claude Durix gründete dann Zen-Gruppen in Casablanca, Rabat und in Marrakesch. Eine gewisse Zeit arbeitete er mit Taisen Deshimaru (1914–1982) zusammen, trennte sich dann aber wieder von ihm. Bis zu seiner Pensionierung 1987 als Augenarzt lebte und arbeitete er in Casablanca. Er verließ nun Casablanca und lebte ganzjährig in seinem Sommerhaus in Cabo Negro, gegenüber von Gibraltar. Weitere Jahre verbrachte er später im Sommer an der Côte d’Azur, wo seine Frau von den Eltern ein Haus geerbt hatte, woraufhin sie im Winter in Cabo Negro in Marokko waren.
Ende der 1980er Jahre bekam Durix Kontakt zum röm.-kath. Pfarrer Karl Obermayer in Wien und Durix war 1989 bereit, mit seiner Frau nach Wien zu kommen, und einen Tagessesshin zu halten, was dann zu einer jährlichen Tradition wurde, und mit einem Kalligraphietag ergänzt wurde, bis 2005.

## Publikationen
französisch
- Célébration de ľ Œil. éd Robert Morel, 1963.
- Notre ami commun. éd Robert Morel, 1963.
- Cent clés pour comprendre le Zen. préface de Taisen Deshimaru Rôshi, Le Courrier du livre, Paris 1976, ISBN 2-7029-0029-1.
- Zen. Ni lotus ni robots. 1981, ISBN 978-2-2040-1729-9.
- Zen ou l'esprit de l'eau courante et du rayon de lune. 1983.
- Zen. Ou comment nourrir le bébé-tigre. 1983.
- Le sabre et la vie. 1985, ISBN 2-85-707-176-0.
- Zen. Être intime avec son âme. 1986.
- Norbert Calmels, histoire ď une amitié. 1986.
- Zen ou comment passer sur ľ autre rive. 1987.
- Le mystère de ľ œil. 1990.
- Zen. Éternel pèlerinage. Nouvelles formes ďenseignement du zen. Guy Trédaniel, Éditions de la Maisnie, Paris 1990, ISBN 2-85-707-360-7.
- Le Vieux Maître et ľ écologie. Trédaniel, 1991.
- Cent clés pour comprendre le zen (Vorwort von Taisen Deshimaru), Guy Trédaniel-Le Courrier du livre, Paris 1976, rééd. 1991, ISBN 2-7029-0029-1.
- Évidences. Ou ľ Éveil en instance. Trédaniel, 1992.
- Les temps sont durs... mais la lumière est en nous. Le Fennec, 1994.
- Le Potier de Kyôto. Kawaï Kanjiro, Les Belles Lettres, 1999, ISBN 2-251-49009-4. (2000, Eugène-Colas-Preis, verliehen von der Académie française)
- De la Gaule au Japon par les chemins de Dieu. L'aventure héroïque de quelques femmes. Les Éditions du Cerf, Paris 1999, ISBN 2-204-06302-9.
- Écrire l'éternité : l'art de la calligraphie chinoise et japonaise, Les Belles Lettres, 2000, ISBN 2-251-49013-2.
- Le Maroc et le saint : Abd as-Salâm le serviteur de la paix, Éditions du Cerf, 2000,  ISBN 978-2-2040-6553-5.
- Le maître de zen. Parole et silence, Les Belles Lettres, 2002, ISBN 2-251-44217-0.
- L'âme poétique du Japon. Yamato uta, le chant du Yamato Les Belles Lettres, 2002, ISBN 2-251-49016-7.
- Les traces de nos pas sur le sable, Éditions Elzévir, 2009, ISBN 978-2-8114-0150-4.
- La disponibilité, du caillou à Dieu: essai, Éditions Elzévir, 2010, ISBN 978-2-8114-0309-6.
- Être médecin : autobiographie, Éditions Elzévir, 2011, ISBN 978-2-8114-0560-1.

deutsche Übersetzung
- Lebendiges Zen. ... wie das Mondlicht und das fliessende Wasser. Übersetzt aus dem Französischen von Marie Dominique Leitner, Kristkeitz, Leimen 1991, ISBN 3-921508-43-6.
- Nyoiba. Die Weitergabe des Stabes., Da sein, wenn es notwendig ist., Die Zeit zählt immer noch nicht., Wie man anderen helfen kann. In: Helmut Kinder, Else Macho, Susanne Schaup (Hrsg.): Offene Weite – nichts von heilig. Aus der Praxis einer offenen Zen-Gemeinschaft. Ein Lesebuch. Vorwort von David Steindl-Rast, Theseus, Bielefeld 2012, ISBN 978-3-89901-596-6.